# .vc
.vc è il dominio di primo livello nazionale assegnato a Saint Vincent e Grenadine.